# 블랙베리 태블릿 OS
블랙베리 태블릿 OS(BlackBerry Tablet OS)은 어도비 AIR 및 블랙베리 웹웍스 응용 프로그램들을 구동하도록 설계된 QNX 뉴트리노 실시간 운영 체제 기반 리서치 인 모션(RIM)의 운영 체제이며, 현재 블랙베리 플레이북 태블릿 컴퓨터에서 이용이 가능하다. 블랙베리 태블릿 OS는 자동차에서부터 원자로에 이르는 제품들에 쓰이는 실시간 운영 체제를 개발하는 QNX사의 운영 체제를 구동하는 최초의 태블릿이다. QNX는 현재 RIM의 자회사이다.

## 버전 역사
- 버전 1.0.1
- 버전 1.0.3
- 버전 1.0.5
- 버전 1.0.6
- 버전 1.0.7
- 버전 1.0.8
- 버전 2.0 (베타)
- 버전 2.0
- 버전 2.0.1
- 버전 2.1.0 (베타)
- 버전 2.1.0 (현재)
- 버전 10.0 (예정)

## 같이 보기
- 블랙베리 OS
- 블랙베리 10

## 참조
1. ↑  BlackBerry PlayBook OS 2.1.0.840 for developers now available
2. ↑  BlackBerry PlayBook OS 2.1.0.840 for developers now available
3. ↑  BlackBerry PlayBook OS 2.1.0.840 for developers now available
4. ↑  QNX announces it will be a subsidiary of RIM